# 1597
1597 (MDXCVII) a fost un an comun al calendarului gregorian, care a început într-o zi de miercuri.

## Evenimente
- ianuarie: Mihai Viteazul încheie pace cu Poarta.
- Paul Karádi înființează o episcopie unitariană la Timișoara.

## Nașteri
- 23 decembrie: Martin Opitz poet german (d. 1639)
- 22 decembrie: Frederic al III-lea, Duce de Holstein-Gottorp  (d. 1659)
- 25 ianuarie: Johann Philipp, Duce de Saxa-Altenburg ducele de Saxe-Altenburg (d. 1639)
- dată necunoscută: Atanasie Patelarie Patriarh ecumenic al Constantinopolului (d. 1654)
- dată necunoscută: Atanasie de la Brest-Litovsk  (d. 1648)
- 14 octombrie: Francis Glisson  (d. 1677)
- dată necunoscută: Henry Gellibrand Matematician englez ( 1597 - 1637 ) (d. 1637)
- 1 martie: Jean-Charles della Faille  (d. 1652)

## Decese
- 27 octombrie: Alfonso di Ercole II d'Este, duce de Ferrara, 63 ani (n. 1533)